# United States Indo-Pacific Command

Area di responsabilità del Pacific Command.

Lo United States Indo-Pacific Command (lett. "Comando degli Stati Uniti per l'Indo-Pacifico"; USINDOPACOM) è un Comando Unificato  delle Forze armate degli Stati Uniti responsabile per l'area dell'oceano Pacifico e gran parte dell'oceano Indiano. Dipende dal Dipartimento della Difesa degli Stati Uniti. Il suo quartier generale è situato presso Camp H.M. Smith, ca. 10 km a nord di Honolulu nelle isole Hawaii.
Istituito il 1º gennaio 1947 dal presidente Truman, il Pacific Command è il più grande dei nove "Major Command" degli Stati Uniti. L'area di responsabilità si estende su oltre il 50% della superficie terrestre (ca. 272 milioni di km2) e si affaccia su 36 paesi, comprendenti ca. il 60% della popolazione mondiale.
Il Comando coordina le attività delle seguenti strutture delle quattro principali Forze Armate Americane:
- U.S. Army Pacific
  - Headquarters and Headquarter Battalion
  - Eighth Army
  - I Corps
  - U.S. Army Alaska
  - U.S. Army Japan
  - 8th Theater Sustainment Command
  - 311th Theater Signal Command
  - 94th Army Air Missile Defense Command
  - 9th Mission Support Command
  - 196th Infantry Brigade (Reserve)
  - 500th Military Intelligence Command
  - 18th Medical Command
  - 5th Battlefield Coordination Detachment
- U.S. Pacific Fleet
  - Third Fleet
  - Seventh Fleet
- U.S. Pacific Air Forces
  - Fifth Air Force
  - Seventh Air Force
  - Eleventh Air Force
  - 15th Wing
- Marine Forces Pacific (MARFORPAC)
  - 1st Marine Division
  - 3rd Marine Division
  - 1st Marine Logistics Group
  - 3rd Marine Logistics Group
  - 1st Marine Aircraft Wing
  - 3rd Marine Aircraft Wing
  - Marine Corps Activity Guam
  - Marine Rotational Force - Darwin, Australia